# Росава
Росáва — річка в Україні, на Придніпровській височині, в межах Обухівського району Київської області та Черкаського району Черкаської області. Ліва притока Росі.

## Опис
Довжина 90 км, сточище 1 720 км². Похил річки 0,93 м/км. Долина трапецієподібна, асиметрична, з крутим правим берегом і пологим лівим; завширшки до 2,5 км, завглибшки до 50 м. Заплава у верхній течії заболочена. Річище звивисте, його пересічна ширина до 10 м, глибина до 2 м. Частково використовується для водопостачання. Є чимало ставків та водосховищ. Середня витрата води у гирлі Росави становить 3,06 м³/с.

## Розташування

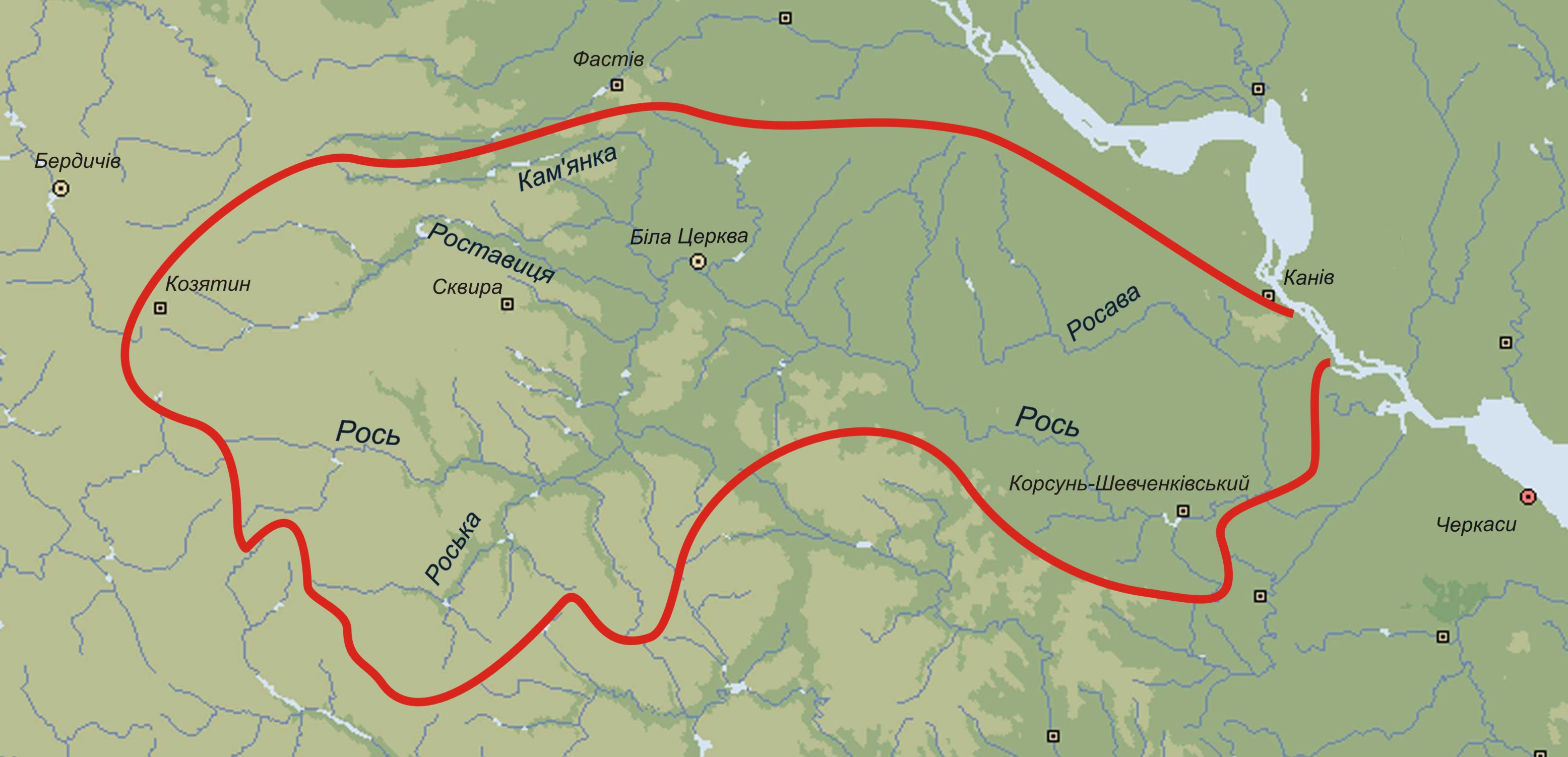
Розташування на карті у басейні річки Рось

Росава бере початок на північ від села Расавки. Тече спершу на південь через Ліщинку, Тернівку, Шубівку, Олександрівку. У селі Карапиші під прямим кутом повертає на північний схід, а від села Синявки до гирла знову тече на південний схід. Впадає до Росі на південь від села Кононча.
Над річкою розташовані місто Миронівка, а також чимало сіл.

## Основні притоки
- Росава II — ліва
- Поточка — ліва
- Шевелуха (Руда, Шандра) — ліва
- Синявка — ліва
- Бутеня — права
- Мартинка — права

## Галерея

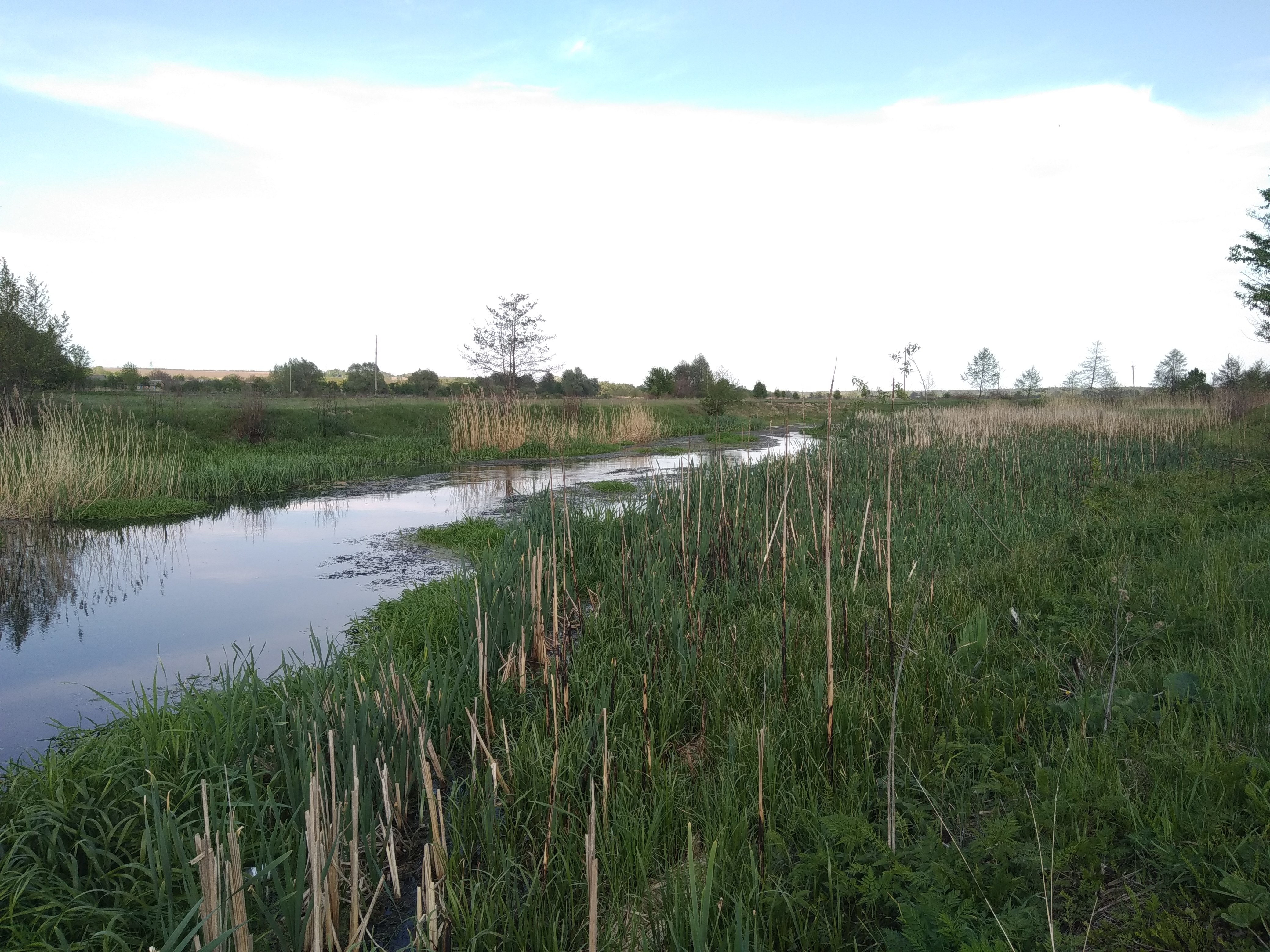
Річка біля с. с. Гамарня
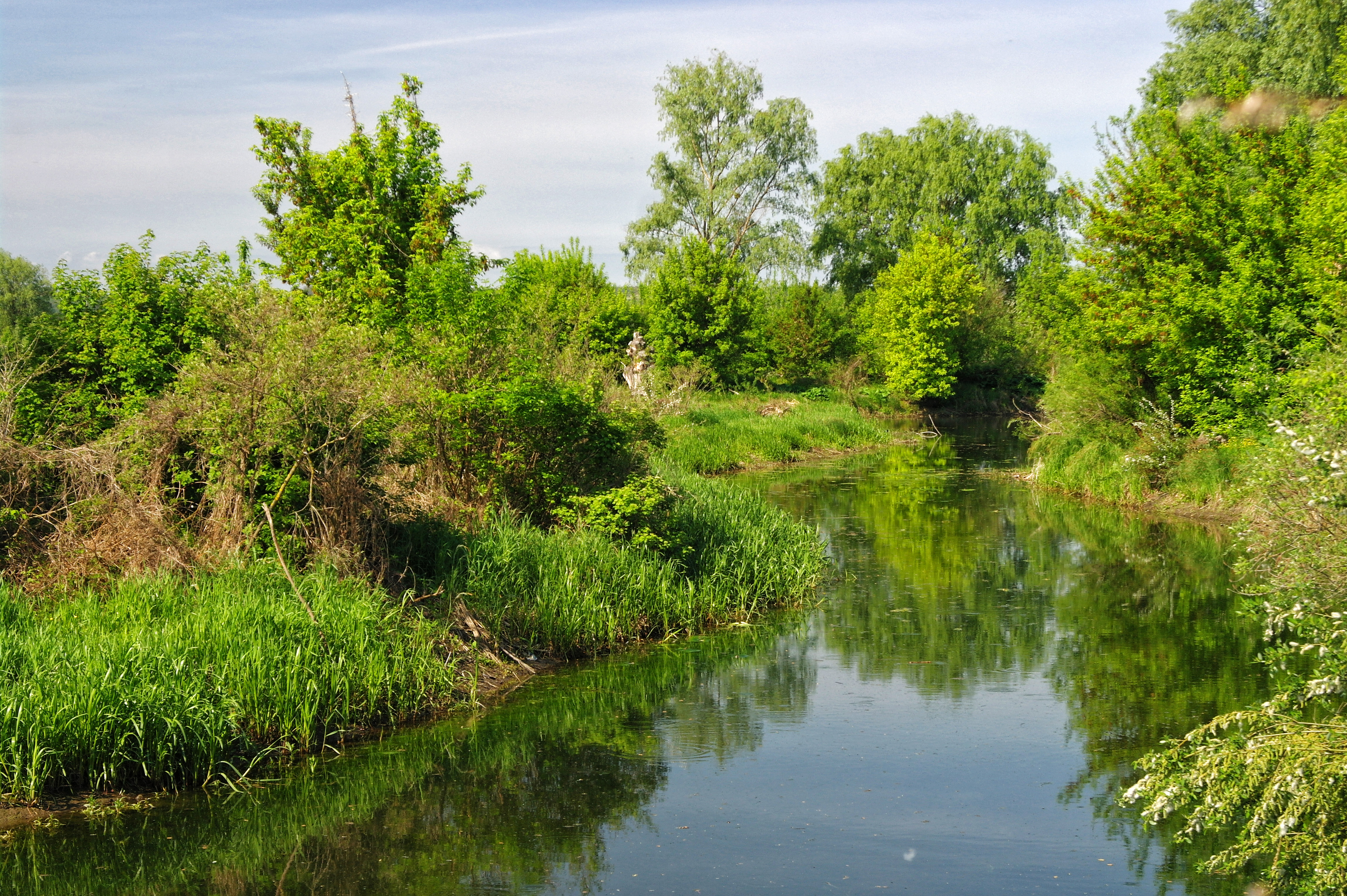
Річка в Кононівському гідрологічному заказнику